# Bibils
Bibils o "Bivils" (Bebils en aragonès, Bibiles en castellà) és un poble de la comarca aragonesa de la Ribagorça (província d'Osca). Pertany al municipi de Bonansa. Deshabitat l'any 1991. El 2008 hi vivien 3 persones. És a 1190 msnm. Està situat al vessant dret de la Valira de Castanesa. S'hi accedeix des de Bonansa, per una pista asfaltada. Té una petita església dedicada a Sant Ginés, però sense estil definit. A una muntanya de l'est del poble es troba, a 1700 msnm, l'ermita de San Salvador, d'estil romànic del segle xii, de la qual procedeixen un conjunt d'estàtues d'aquest mateix segle que s'exhibeixen al Museu Nacional d'Art de Catalunya (MNAC), a Barcelona.